# Stazione di Falconara
La stazione di Falconara è una stazione ferroviaria posta sulla linea Caltanissetta Xirbi-Gela-Siracusa. Serviva la località di Falconara, frazione del comune di Butera. 
La stazione prende il nome dall'omonimo castello, Il castello di Falconara, che è ubicato sull'arenile, direttamente sul mare, e dista circa 100 metri dalla stazione stessa. Dal 13 giugno 2009 la stazione diventò posto di movimento. Successivamente venne rimosso il binario d'incrocio.

## Storia
La stazione di Falconara entrò in servizio il 2 marzo 1891, all'attivazione del tronco ferroviario da Licata a Terranova.